# José (Herve)
José is een gehucht in de Belgische provincie Luik. Het ligt in de deelgemeente Battice van de gemeente Herve, ongeveer twee kilometer ten zuidwesten van het stadscentrum van Herve.

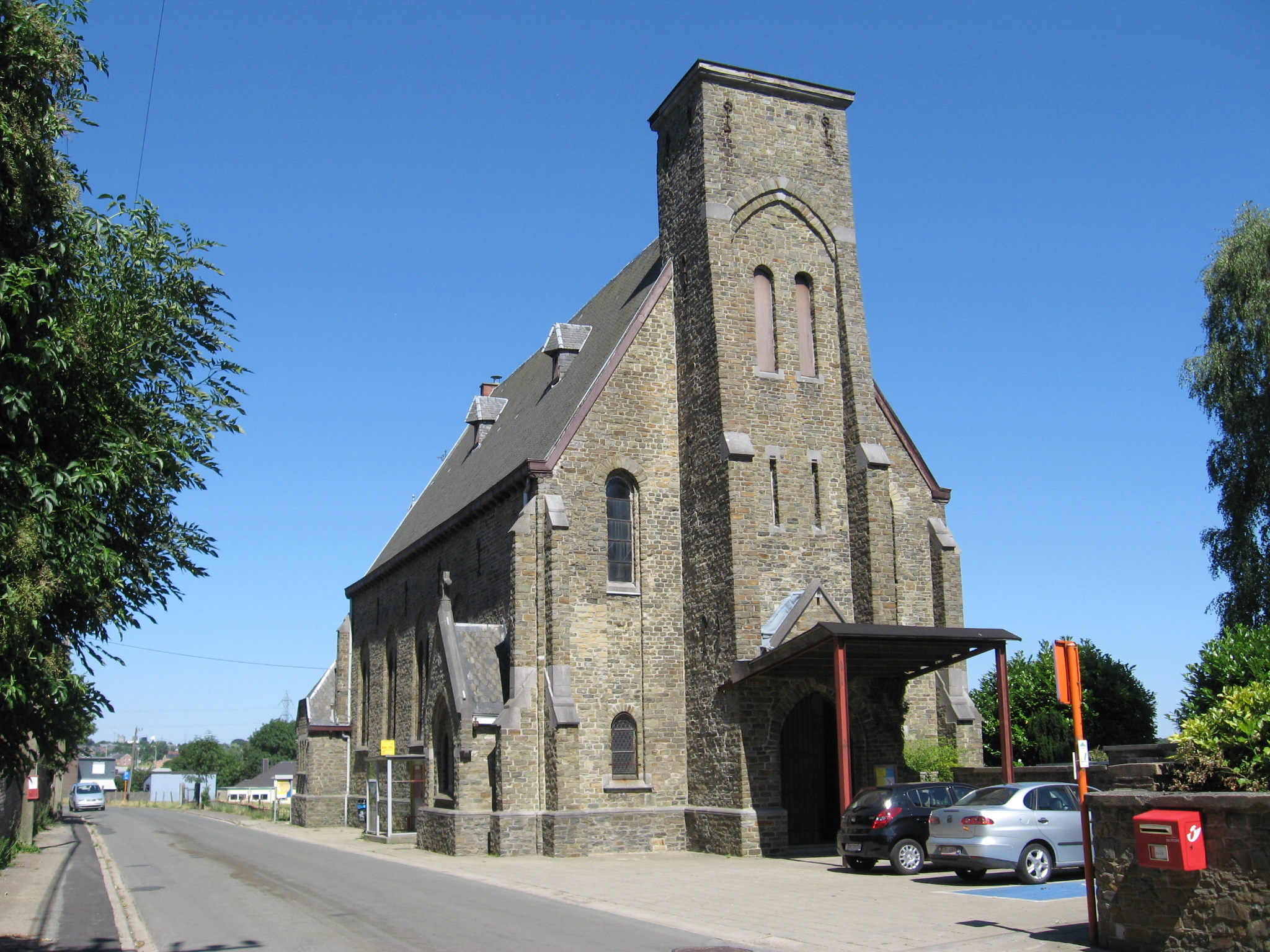
Sint-Antonius Kluizenaarkerk

## Geschiedenis
In 779 werd de plaats genoemd als nederzetting. Op de Ferrariskaart uit de jaren 1770 als het gehucht Jossé in het prinsbisdom Luik. De omliggende gebieden behoorden tot het hertogdom Limburg. Jose werd bij de annexatie van de Zuidelijke Nederlanden door de Franse Republiek in 1795 opgenomen in het toen gevormde departement Ourthe en werd een zelfstandige gemeente. In 1822 werd de gemeente José al opgeheven en samengevoegd met Battice.
In de omgeving van José werd steenkool gewonnen door de Société anonyme des Charbonnages de Wérister. Vanaf 1530 was er al mijnbouw. Genoemde maatschappij was actief van 1870 tot 1969. In 1970 werd de schachtbok afgebroken.

## Bezienswaardigheden
- De Sint-Antonius Kluizenaarkerk
- De Spijkerlinde van Coftice

## Nabijgelegen kernen
Herve, Soumagne, Xhendelesse, Bruyères
Deelgemeente: Battice · Bolland · Charneux · Chaineux · Grand-Rechain · Herve · Julémont · Xhendelesse

Overige kernen: Asse · Bellefontaine · Bruyères · Gurné · Holliguette · Hubertfays · José · Les Fawes · Manaihant · Noblehaye  · Renouprez · Sauvenière · Xhéneumont

Belgische gemeenten · arrondissement Verviers · provincie Luik · Wallonië